# Calymmaria nana
Calymmaria nana là một loài nhện trong họ Hahniidae.
Loài này thuộc chi Calymmaria. Calymmaria nana được Eugène Simon miêu tả năm 1897.